# 필립비인들에게 보낸 편지

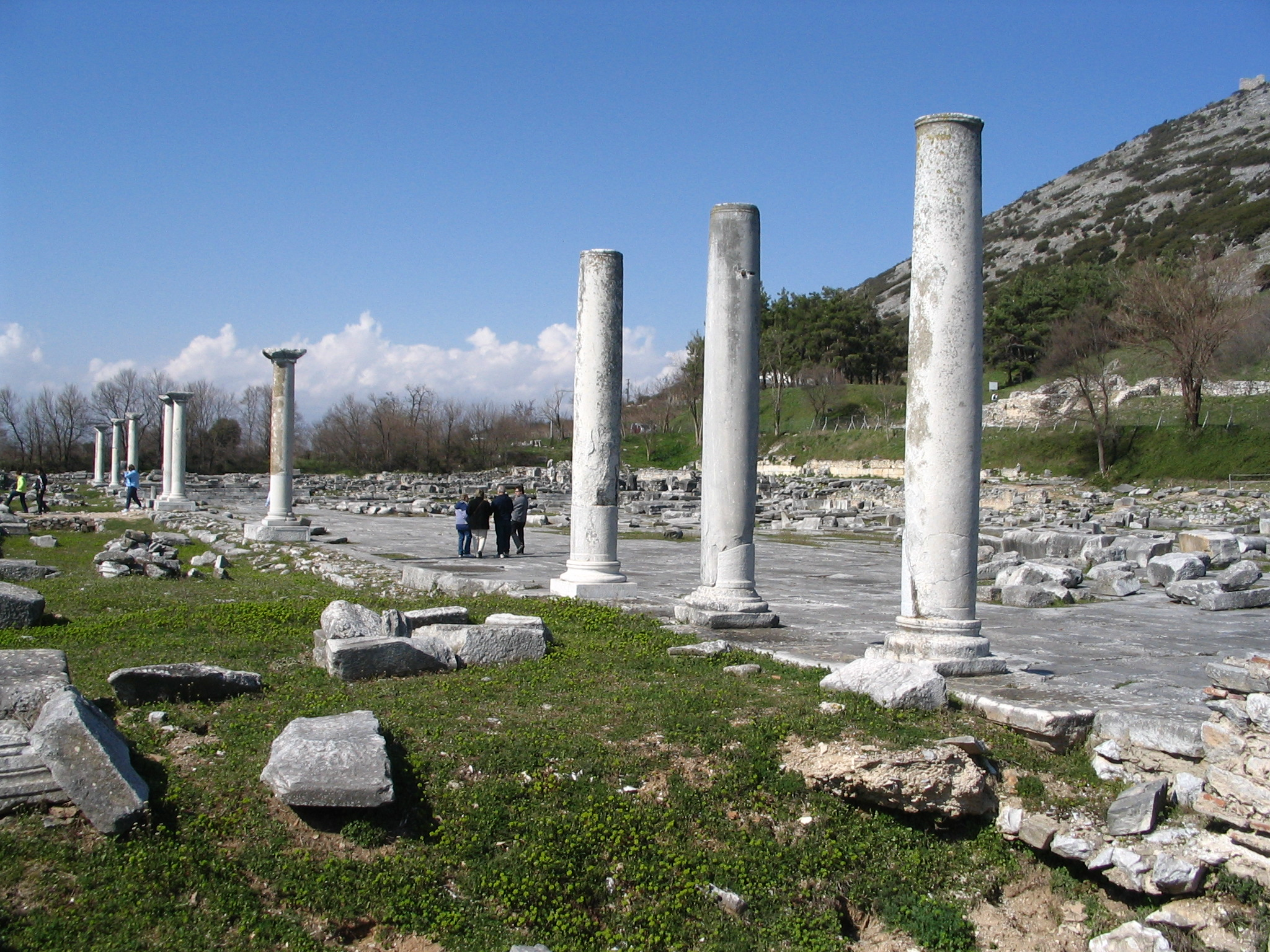

필립비인들에게 보낸 편지, 필립비인들에게 보낸 서간 또는 빌립보서는 신약성경의 11번째 책이다. 바울로가 디모테오와 함께 빌립보 교회에 쓴 저작으로 인정된다. 그리스의 필립비는 바울이 2차 전도여행중에 실라와 함께 서기 49-51년에 방문한 장소이며, 그리스에 세워진 첫 번째 기독교 공동체가 위치했던 장소이다.
바울이 빌립보 교회에 보낸 여러장의 편지를 집성한 것이라는게 학계의 중론이다.:17 이 편지들은 서기 52-55년에 에페소스나, 57-59년에 가이사랴에서 쓰여진 것으로 추측되기도 하나, 대부분은 62년경 로마에서, 또는 필리피를 방문한 후 10년에 걸쳐 쓰여진 것으로 간주한다.
폴리카르포스, 이레니우스, 알렉산드리아의 클레멘스, 테르툴리아누스 등이 이 서신을 인용하였다.

## 구성
1960년대를 기점으로 빌립보서가 하나의 편지가 아닌, 바울이 빌립보에 쓴 여러 편지들의 조각들을 이어붙인 것이라는 주장에 대한 합의가 이루어진다.:17 필립 셀류Philip Sellew는 다음의 편지 조각들이 빌립보서에 포함되어있다고 주장한다.
- 편지 A는 빌립보서 4:10-20의 내용으로, 바울이 빌립보 교회로부터 받은 선물에 대한 짧은 감사편지다.
- 편지 B는 빌립보서 1:1-3:1의 내용으로, 4:4-9와 4:21-23 역시 포함할 수 있다.
- 편지 C는 빌립보서 3:2-4:1의 내용으로, 4:2-3를 포함할 수 있다. 이는 바울이 예수의 복음을 위해 세상적인 모든 것을 거부했다는 것에 대한 증언이다.[3]:19

빌립보서가 복합적인 서간이라는 주장의 근거로, 학자들은 문맥상의 급격한 주제와 어조의 변화를 꼽는다. 이에 더해, 바울의 동료 에바브로디도에 대한 염려가 시간순으로 나열되어있지 않다는 의문 역시 제기되었는데, 이는 다음과 같다.
빌립보서가 단일서간이라는데에 반하는 또다른 점은, 에바브로디도의 상황이 급격하게 변화하는데 있다. 에바브로디도는 2:25-30에서는 죽을 지경에 놓여있는데,
빌립보 교회를 오랫동안 떠나있던 것으로 묘사된다. 바울은 최소한 심각한 병에 걸릴 정도로 오랫동안 그를 데리고 있었다고 말한다. 그러나 두장 후 서간을 마칠 때에는, 에바브로디도가 빌립보로부터의 선물을 막 가지고 도착했다고 기술하는 것을 볼 수 있는데, 빌립보서 4장 18절의 내용은 감사편지의 종결부로, 선물을 받은것에 대한 공식적인 확인문으로 보여진다.— 필립 셀류:18

이 편지 조각들은 바울서신의 첫 수집자가 모아 하나의 문서로 정리한 것으로 보이나, 과연 이 첫 수집자가 누구이고, 언제 모았는지에 대해서는 아직 공통된 의견이 없다.:26
오늘날 대부분의 학자들은 빌립보서가 여러개의 편지를 한데 모은 복합적 서간이라는데에 동의한다. 신학자 G. 왈터 한센은 "현 신약성서의 빌립보서가 여러개의 편지들을 한데 모아 만든 것이라는 전통적 시각은, 더 이상 광범위한 지지를 얻지 못한다."라고 주장했지만, 매우 많은 수의 학자들은 빌립보서가 복합적 서간이라는데에 동의한다.
이 서간의 복합성에는 무관하게, 학자들은 빌립보서의 원 편지들이 서기 50년대나 60년대 초에 그리스어로 쓰여졌다는 데에 동의한다.

### 기록 장소
바울이 빌립보서를 이루는 편지들을 어디서 썼는지는 확실하지 않다. 빌립보서 1:7,13에서 바울이 구류중일 때 기록되었다는 사실은 확인할 수 있지만, 바울이 몇 번째로 구속되었을 때 쓰여졌는지는 여전히 알 수 없다. 사도행전의 증언을 신뢰한다면, 사도행전 28장 30-31절의 로마 투옥이나 사도행전 23-26장의 가이사랴 투옥이 그 후보가 될 수 있다. 그러나 사도행전을 역사적인 근거라고 보지 않는 학자들에게는 빌립보서가 쓰여진 장소를 특정짓기란 여전히 어려운 문제로 남아있게 된다.
짐 라이어Jim Reiher는 빌립보서를 이루는 편지들이 초대 교부들이 증언하는 바울의 두번째 로마 구류중에 쓰여졌다는 해석을 제시한다. 편지들이 늦게 쓰여졌다는 주장에 대한 근거는 다음과 같다.
1. 편지에서 나타나는 고도로 발전된 교회론
2. 임박한 죽음이 편지에 녹아있음
3. 누가의 교회에 보내는 편지임에도 불가하고, 누가에 대한 언급이 없음 (사도행전에 의하면, 누가는 바울의 1차 로마 투옥때에는 함께였음)
4. 바울의 1차 투옥 당시의 가택 연금에 비해 더욱 가혹한 형편에 처한 것
5. 유사한 표현이 디모데후서에서만 발견되는 것
6. 동역자에 대한 유사한 실망이 디모데후서에서만 발견되는 것

## 내용

#### 1장과 2장 (편지 B)
빌립보서 1:18-26에서, 바울은 로마의 판결이 임박했으며 죽음 앞에서도 여전히 희망찬 모습을 보여주고, 2:14-18에서는 이와같은 상황속에서도 주안에서 기뻐하는 그의 태도를 본받을 것을 권면한다. 빌립보서 1:12-15에서 바울은 그의 투옥이 사실은 그리스도의 말씀이 널리 퍼지는 것을 방해하는 것이 아닌, 돕는 것임을 확신한다. 또한 2:25-30에서 그는 빌립보 교회에서 선물과 함께 바울에게 파송한 에바브로디도의 헌신과 영웅성에 감사한다. 바울과의 동행하는 중 에바브로디도는 거의 죽을 뻔한 병에 걸렸음이 2:26-27에서 묘사되나, 빌립보 교회로 돌아가기 전에 회복된다.

#### 3장 (편지 C)
3장에서 바울은 구원에 할례가 필수적이라고 주장하는 자들에 대한 경고를 보낸다. 또한 빌립보서 3:2-10에서 자신이 과거에 헌신적인 바리새파로 유대의 법의 추종자였던 적이 있지만, 이와같은 것이 이제는 배설물과 같이 무가치한 것이 되었음을 고백한다.

#### 4장 (편지 A)
4장에서 바울은 빌립보 교인들, 특히 유오디아와 순두개에게 갈등을 해결할 것을 촉구한다. 또한 4장의 마지막 부분에서 바울은 빌립보 교인들이 보낸 선물에 대한 사의를 표하고, 하나님께서 그들의 선한 행실에 보답하실 것임을 언급한다.
이 서간 전체에 걸쳐 드러나는 주제는 낙관과 기쁨이다. 바울은 그가 석방될 것이라는 희망에 차있었고, 이로부터 디모데를 빌립보교회의 목사로 파송할 것과 자신이 직접 방문할 것을 2장 19-23절에서 약속하고 있다.

## 개괄
I. 서론 (1:1–11)

A. 구원 (1:1–2)

B. 빌립보 성도들의 복음참여에 대한 감사(1:3–8)

C. 그리스도의 날까지 빌립보 성도들의 통찰력이 증가하기를 바라는 기도 (1:9–11)

II. 바울이 처한 상황 (1:12–26)

A. 바울의 투옥 (1:12–13)

B. 형제들의 반응 (1:14–17)

C. 바울의 태도 (1:18–26)

III. 성화에 대한 실천적 지도사항 (1:27–2:30)

A. 천국의 시민으로서의 생활 (1:27–1:30)

B. 그리스도의 종으로서의 겸손한 생활 (2:1–11)

1. 겸손한 생활의 동기 (2:1–4)

2. 겸손한 생활의 모델 (2:5–11)

a. 그리스도의 낮추심 (2:5–8)

b. 그리스도의 승천 (2:9–11)

C. 하나님의 자녀로서의 순종적인 생활 (2:12–18)

1. 하나님께서 행하게 하심 (2:12–13)

2. 성스러운 생활의 효과 (2:14–18)

D. 겸손한 종의 예시 (2:19–30)

1. 디모데 (2:19–24)

2. 에바브로디도 (2:25–30)

IV. 교리에 대한 논쟁 (3:1–4:1)

A. 유대인의 기초: 육신 (3:1–6)

B. 바울의 목적: 부활 (3:7–11)

C. 온전히 이룸과 겸손 (3:12–16)

D. 조심하며 행하는 자 바울 (3:17–4:1)

V. 종결부 (4:2–23)

A. 권고 (4:2–9)

1. 하나가 될 것 (4:2–3)

2. 염려치말고 기뻐하라 (4:4–7)

3. 순결하게 생각하며 행동하라 (4:8–9)

B. 감사인사 (4:10–20)

1. 바울의 만족 (4:10–13)

2. 빌립보 교회의 선물 (4:14–18)

3. 하나님께서 채우실 것 (4:19–20)

C. 작별인사 (4:21–23)

## 기독론
랄프 P. 마틴Ralph P. Martin은 빌립보서 2장이 기독론의 시점이라고 주장했는데, 5-6절에 주목했다. 베로니카 코퍼스키Veronica Koperski는 빌립보서 3장 10절을 그리스도에 대한 지식의 시작으로 보았다.
빌립보서 1장 9절에 등장하는 바울의 개회 기도는 그리스도에 대한 지식에 기반한 사랑에 대한 것인데 반해, 4장 7절의 마지막 기도는 사람의 모든 헤아림을 뛰어넘는 하나님의 평화에 대한 것이다. 따라서 사랑, 지식, 그리고 평화에 대한 개념이 이 서간에서 동시적으로 발달되었음을 볼 수 있다.

## 같이 보기
- 빌립보서 본문 비교
- Cupio dissolvi

## 더 읽어보기
- Abrahamsen, Valerie (March 1988). “Christianity and the Rock Reliefs at Philippi”. 《Biblical Archaeologist》 51 (1): 46–56. doi:10.2307/3210038. JSTOR 3210038.
- Barclay, William. 1975. The Letters to the Philippians, Colossians, and Thessalonians. Rev. ed. Daily Bible Study Series. Louisville, Ky.: Westminster.
- Barnes, Albert. 1949. Ephesians, Philippians, and Colossians. Enlarged type edition. Edited by Robert Frew. Grand Rapids, Mich.: Baker.
- Black, David A. 1995. "The Discourse Structure of Philippians: A Study in Textlinquistics." Novum Testamentum 37.1 (Jan.): 16–49
- Blevins, James L. 1980. "Introduction to Philippians." Review and Expositor 77 (Sum.): 311–325.
- Brooks, James A. 1980. “Introduction to Philippians.” Southwestern Journal of Theology 23.1 (Fall): 7–54.
- Bruce, Frederick F. 1989. Philippians. New International Biblical Commentary. New Testament Series. Edited by W. Ward Gasque. Peabody, Mass.: Hendrickson, 2002.
- Burton, Ernest De Witt. 1896. “The Epistles of the Imprisonment.” Biblical World 7.1: 46–56.
- Elkins, Garland. 1976. “The Living Message of Philippians.” pp. 171–180 in The Living Messages of the Books of the New Testament. Edited by Garland Elkins and Thomas B. Warren. Jonesboro, Ark.: National Christian.
- Garland, David E. 1985. “The Composition and Unity of Philippians: Some Neglected Literary Factors.” Novum Testamentum 27.2 (April): 141–173.
- Hagelberg, Dave. 2007. Philippians: An Ancient Thank You Letter – A Study of Paul and His Ministry Partners’ Relationship. English ed. Metro Manila: Philippine Challenge.
- Hawthorne, Gerald F. 1983. Philippians. Word Biblical Commentary 43. Edited by Bruce Metzger. Nashville, Tenn.: Nelson.
- Herrick, Greg. “Introduction, Background, and Outline to Philippians.” Bible.org.
- Jackson, Wayne. 1987. The Book of Philippians: A Grammatical and Practical Study. Abilene, Tex.: Quality.
- Kennedy, H. A. A. 1900. “The Epistle to the Philippians.” Expositor’s Greek Testament. Vol. 3. Edited by W. Robertson Nicoll. New York, NY: Doran.
- Lenski, Richard C. H. 1937. The Interpretation of St. Paul’s Epistles to the Galatians, to the Ephesians, and to the Philippians. Repr. Peabody, Mass.: Hendrickson, 2001.
- Lipscomb, David and J.W. Shepherd. 1968. Ephesians, Philippians, and Colossians. Rev. ed. Edited by J.W. Shepherd. Gospel Advocated Commentary. Nashville, Tenn.: Gospel Advocate.
- Llewelyn, Stephen R. 1995. “Sending Letters in the Ancient World: Paul and the Philippians.” Tyndale Bulletin 46.2: 337–356.
- Mackay, B. S. 1961. “Further Thoughts on Philippians.” New Testament Studies 7.2 (Jan.): 161–170.
- Martin, Ralph P. 1959. The Epistle of Paul to the Philippians. Tyndale New Testament Commentaries. Ed. By R.V.G. Tasker. Grand Rapids, Mich.: Eerdmans, 1977.
- Martin, Ralph P. 1976. Philippians. New Century Bible Commentary. New Testament. Edited by Matthew Black. Repr. Grand Rapids, Mich.: Eerdmans.
- McAlister, Bryan. 2011. “Introduction to Philippians: Mindful of How We Fill Our Minds.” Gospel Advocate 153.9 (Sept.): 12–13
- Mule, D. S. M. (1981). The Letter to the Philippians. Cook Book House.
- Müller, Jacobus J. 1955. The Epistle of Paul to the Philippians. New International Commentary on the New Testament. Ed. By Frederick F. Bruce. Grand Rapids, Mich.: Eerdmans, 1991.
- Pelaez, I. N. (1970). A Epistle on the Philippians. Angel & Water;reprint, Angels new books, ed. Michael Angelo. (1987). Peabody, MA: Hendrickson.
- Dictionary of Paul and His Letters, s.v. "Philippians, Letter to the"
- Reicke, Bo. 1970. “Caesarea, Rome, and the Captivity Epistles.” pp. 277–286 in Apostolic History and the Gospel: Biblical and Historical Essays Presented to F. F. Bruce. Edited by W. Ward Gasque and Ralph P. Martin. Exeter: Paternoster Press.
- Roper, David. 2003. “Philippians: Rejoicing in Christ.” BibleCourses.com. Accessed: 3 Sept. 2011.
- Russell, Ronald. 1982. "Pauline Letter Structure in Philippians." Journal of the Evangelical Theological Society 25.3 (Sept.): 295–306.
- Sanders, Ed. 1987. “Philippians.” pp. 331–339 in New Testament Survey. Edited by Don Shackelford. Searcy, Ark.: Harding University.
- Sergio Rosell Nebreda, Christ Identity: A Social-Scientific Reading of Philippians 2.5–11 (Göttingen, Vandenhoeck & Ruprecht, 2011) (Forschungen zur Religion und Literatur des Alten und Neuen Testaments, 240).
- Swift, Robert C. 1984. "The Theme and Structure of Philippians." Bibliotheca Sacra 141 (July): 234–254.
- Synge, F.C. 1951. Philippians and Colossians. Torch Bible Commentaries. Edited by John Marsh, David M. Paton, and Alan Richardson. London: SCM, 1958.
- Thielman, Frank. 1995. Philippians. NIV Application Commentary. General Editor. Terry Muck. Grand Rapids, Mich.: Zondervan.
- Vincent, Marvin R. 1897. The Epistle to the Philippians and to Philemon. International Critical Commentary. Ed. By Samuel R. Driver, Alfred Plummer, Charles A. Briggs. Edinburgh: Clark, 1902.
- Vincent, Marvin R. Vincent’s Word Studies in the New Testament. 4 vols. Peabody, Mass.: Hendrickson, n.d.
- Wallace, Daniel B. “Philippians: Introductions, Argument, and Outline.” Bible.org.
- Walvoord, John F. 1971. Philippians: Triumph in Christ. Everyman’s Bible Commentary. Chicago, Ill.: Moody.

### 빌립보서 본문
- 대한성서공회
- 〈Epistle to the Philippians〉. 《가톨릭 백과사전》. 뉴욕: 로버트 애플턴 사. 1913.